# 하비와 밥이 만났을 때
《하비와 밥이 만났을 때》(영어: When Harvey Met Bob)는 2010년 개봉한 영국 영화이다.

## 출연
- 도널 글리슨 - 밥 겔도프
- 이언 하트 - 하비
- 앤토니아 캠벨휴즈 - 마샤
- 패드레익 들러니 - 앤디
- 폴 라이스 - 폴 매카트니

## 한국판 성우진(KBS)
- 구자형 - 밥 겔도프(도널 글리슨)
- 오세홍 - 하비(이언 하트)
- 배정미 - 마샤(앤토니아 캠벨휴즈)
- 홍진욱 - 앤디(패드레익 들러니)
- 장광 - 토니 파월(오언 로) / 폴 매카트니(폴 라이스)
- 이호인 - 마이크(코너 뮬렌)
- 유호한 - 피트(크리스 던랩) / 케빈(부시 무카젤)
- 이광수 - 도티(앤드류 윕)
- 박영재 - 짐(림 로치) / 빌리(사이먼 쿠리)
- 전진아 - 마거릿 대처(잉그리드 크레이지)